# Парка

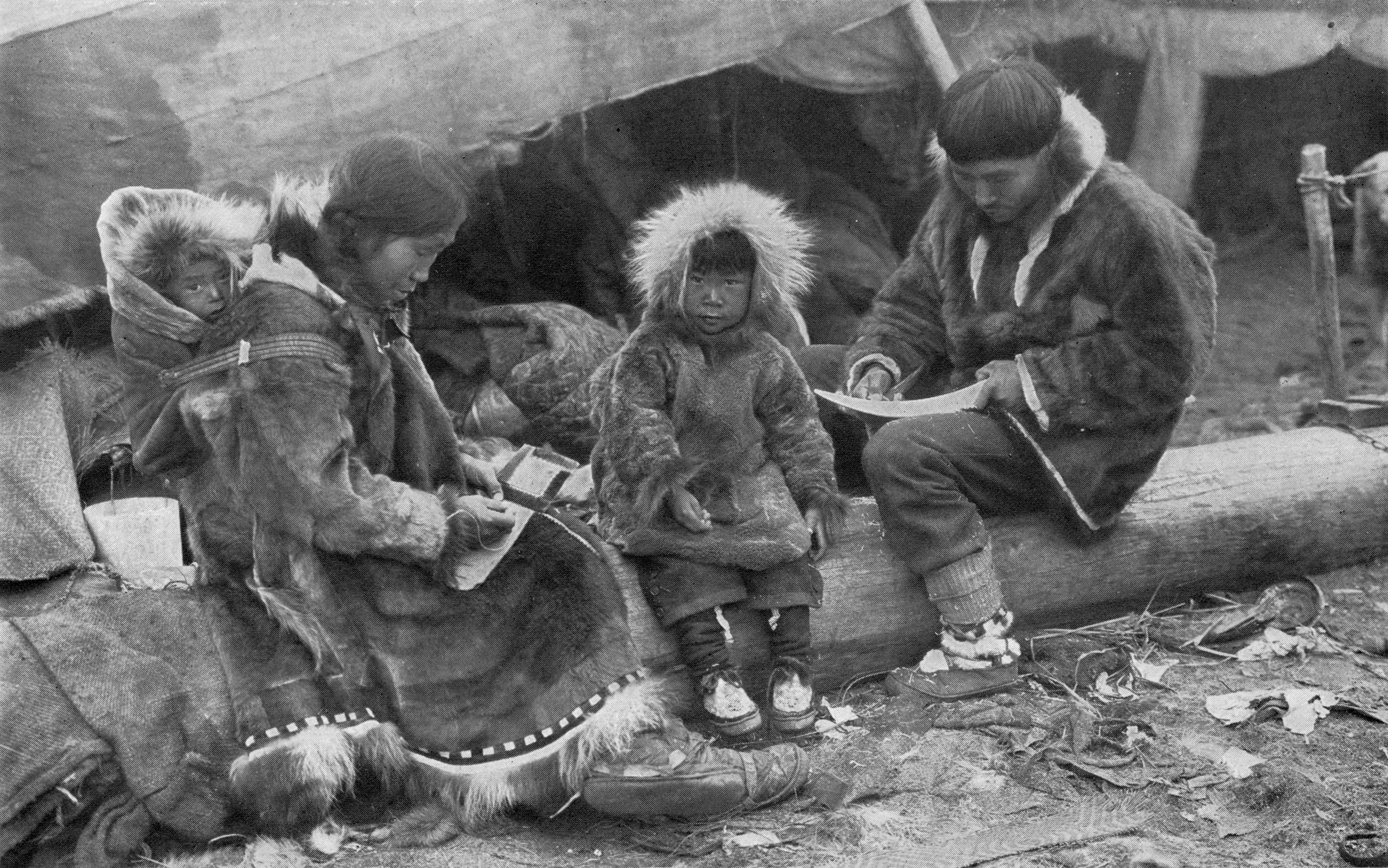
Традиционная парка эскимосов

Па́рка — длинная тёплая куртка, как правило, с капюшоном. Парку часто путают с анораком — лёгкой ветрозащитной курткой, надеваемой через голову. Основное отличие в том, что парка предназначена для защиты от холода, а анорак — от ветра.
Исторически парки шились из шкур мехом наружу и надевались в сильные морозы поверх малицы (одежды ханты и манси). Малица же шилась мехом внутрь, и надевалась на голое тело.

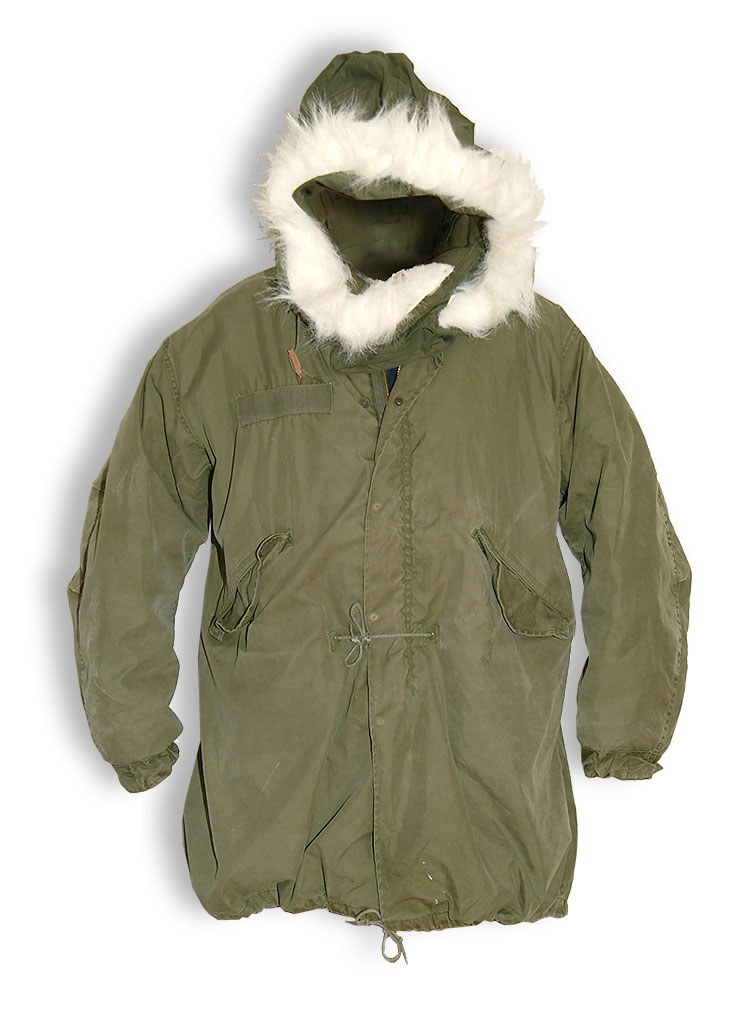
Американская военная парка M-51

## Современное использование
В начале 1950-х годов военными США были разработаны специальные парки для лётчиков (т. н. англ. snorkel parka, название произошло от сходства застёгнутого капюшона со шноркелем). Они имели оранжевую подкладку и меховую оторочку капюшона. Похожие куртки получили в СССР название аляска и пользовались большой популярностью.
Для изготовления парок использовалась специальная ткань — Ventile. Эта ткань была придумана для пилотов Британских военно-воздушных сил, патрулирующих северные воды, чтобы в случае катапультирования они могли продержаться в ледяной воде определённое время до прибытия спасателей. Ventile дал человеку возможность сохранять жизнь до 20 минут в ледяной воде, именно поэтому с 1943 года и по наше время этот вид хлопка используется на службе британских BBC.

## Этимология
Слово «парка» происходит из ненецкого языка и было принесено русскими в язык алеутов. В ненецком языке оно имеет значения «скроить» и «снять одежду».